# Bihács
Bihács (horvátul Bihać, helyi nyelvjárásban Bišće) város és község (járás) Bosznia-Hercegovina északnyugati részén, az Una folyó partján. A Bosznia-hercegovinai Föderáció Una-Szanai kantonjának székhelye.

## A község (járás) települései
Bajrići, Bihács, Brekovica, Bugar, Ćukovi, Doljani, Donja Gata, Dubovsko, Gorjevac, Grabež, Grmuša, Hrgar, Izačić, Jezero, Kalati, Kulen Vakuf, Lohovo, Lohovska Brda, Mala Peća, Mali Skočaj, Međudražje, Muslići, Ostrovica, Papari, Praščijak, Pritoka, Račić, Rajinovci, Ripač, Spahići, Srbljani, Velika Gata, Veliki Skočaj, Veliki Stjenjani, Vikići, Vrsta, Zavalje és Zlopoljac.

## Fekvése
Az ország nyugati részén, a horvát határ közelében, az Una folyó partján fekszik.

## Története

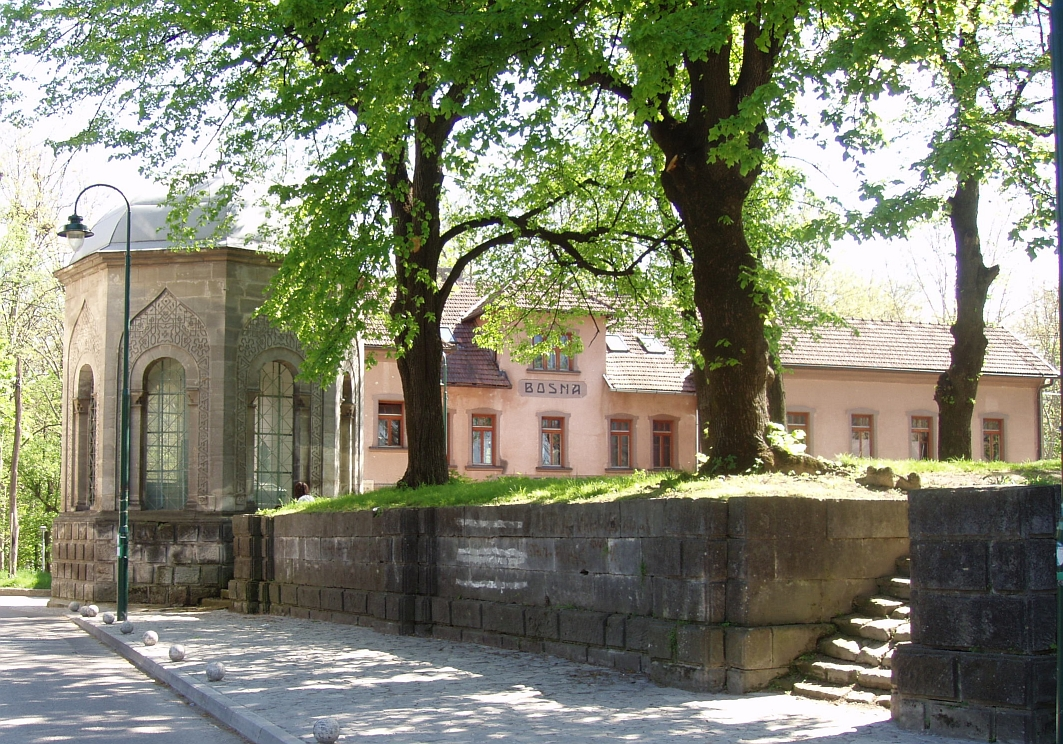
Múzeum és türbe

A várost először 1260-ban, egy IV. Béla által kibocsátott dokumentumban mint a horvátországi Topuszka templomának birtokát említik. 1262-ben szabad királyi városi rangot nyert. Bihácson ebben az időszakban többször ülésezett a horvát rendi gyűlés (szábor) is. Privilégiumait aztán 1412-ben elvesztette, amikor az ott tartózkodó Luxemburgi Zsigmond a várost átadta a Frangepánoknak. A törökellenes harcok idején, a 16. században aztán ismét királyi uralom alá került. Az azonos nevű régióban fekvő Bihács egészen a boszniai szandzsák 1592-es elestéig visszaverte az oszmán támadásokat.
Bihács a legnyugatabbra fekvő európai erőd volt, amelyet az oszmánok valaha meghódítottak. Ennek dicsősége Haszán-pasa Predojevićnek, a vlach származású boszniai vezírnek jutott (Bosznia nagy része már 1463-tól oszmán uralom alatt állt). A várost mindjárt a boszniai pasaluk részét képező bihaći szandzsák központjának nevezték ki. 1699-ben a boszniai szandzsákhoz csatolták, majd 1865-ben újból szandzsákszékhely lett, egészen Bosznia-Hercegovina 1878-as okkupációjáig.
Az osztrák–magyar uralom kezdetén a hatóság szimbolikusan megnyittatta a városkaput. Az időszak csaknem egészét jellemző békeévek alatt, 1888-ban a hatóság lebontatta az óvárost a külvárosoktól elválasztó várfalat. Számos iskola (köztük gimnázium), és a városi polgárság javát szolgáló egyéb létesítmény épült, valamint kiépült az infrastruktúra-hálózat, és megindult az iparosodás. Az új köz- és lakóépületek európaiasították a város addigi oszmán jellegét. Bihács lakóinak száma is növekedésnek indult: 1910-ben 8370 lakosa volt.
A város a királyi Jugoszlávia időszakában is prosperált, bár az 1930-as évek nagy gazdasági világválsága nyomot hagyott fejlődésén.
A második világháborúban Bihács egy ideig Josip Broz Tito partizánvezér (és későbbi jugoszláv elnök) főhadiszállásául szolgált. Nemcsak a náciellenes harcok központja volt, hanem a Jugoszlávia Népi Felszabadításának Antifasiszta Tanácsa (AVNOJ) 1942-es ülésének színhelye is. Emiatt a megszálló csapatok célpontjává vált; a németek 1943-ban visszafoglalták, és egészen 1945-ös vereségükig meg is tartották.
Az 1992–1995 között folyó boszniai háborúban a várost a szerb csapatok több mint három évig ostromolták (1992 júniusától kezdődően). Bihács blokádja végül 1995 augusztusának elején, a horvát hadseregnek a boszniai hadsereggel közös Vihar hadműveletének keretén belül végrehajtott akcióját követően szűnt meg.

## Népesség

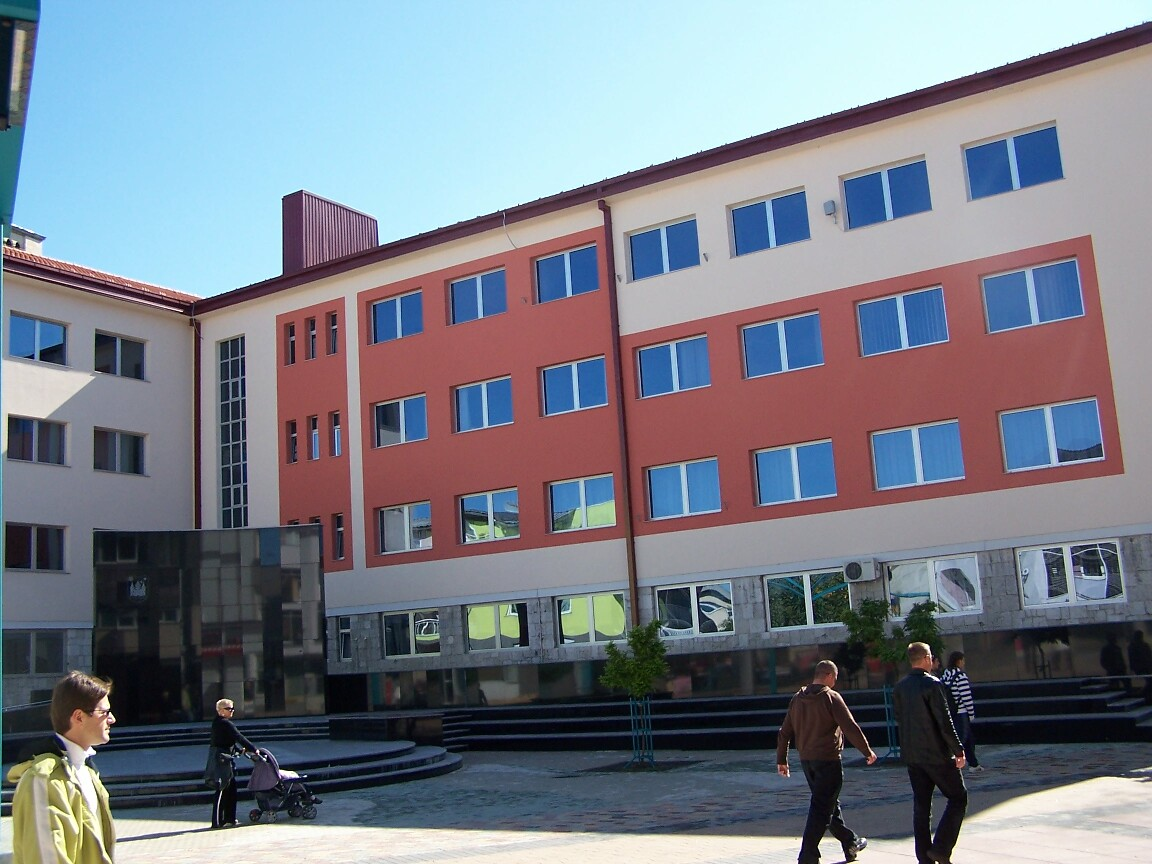
A városháza

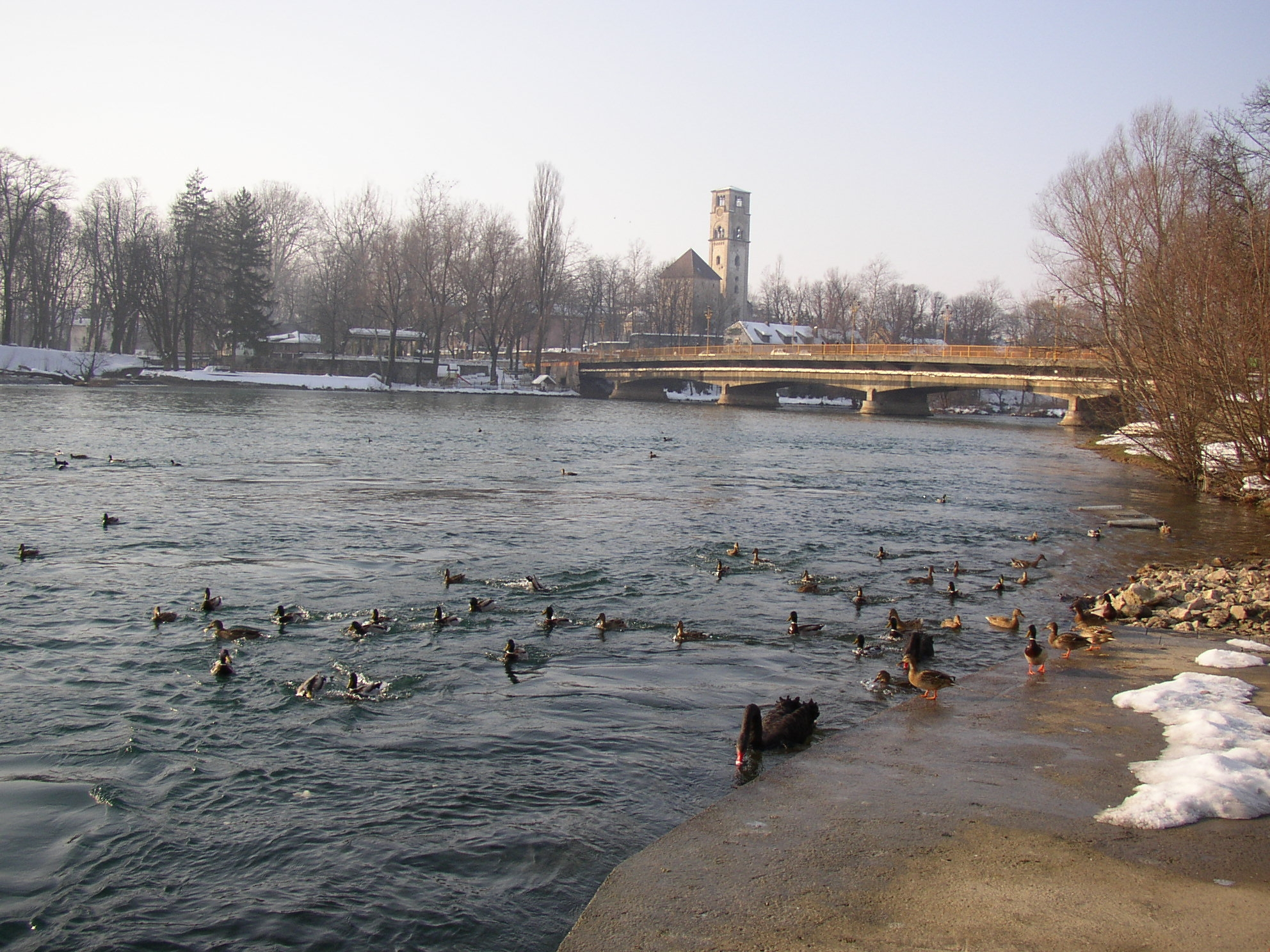
Az Una Bihácsnál

A hivatalos szervek adatai alapján 2003-ban Bihács község (járás) lakóinak száma megközelítőleg 60 707, ezen belül a városénak 39 195 fő volt.
A legutóbbi, 1991-es népszámlálás adatai alapján Bihács községnek akkor 70 732 lakosa volt, akik 48 különböző településen laktak. A Daytoni békeszerződés aláírását követően (1995) Drvar község számos települése is a Bihácsi községhez került.
A lakosság nemzetiségi összetétele 1991-ben a következő volt:
 Bihács község (járás)
Összesen: 70 732 lakos
- Bosnyákok – 46 737 (66,07%)
- Szerbek – 12 689 (17,93%)
- Horvátok – 5580 (7,88%)
- Jugoszlávok – 4356 (6,15%)
- egyéb, ún. el nem kötelezett és ismeretlen – 1370 (1,97%)

 Bihács város 
Összesen: 45 553 lakos
- Bosnyákok – 27 418 (60,18%)
- Szerbek – 8218 (18,04%)
- Horvátok – 4805 (10,54%)
- Jugoszlávok – 4020 (8,82%)
- egyéb, ún. el nem kötelezett és ismeretlen – 1092 (2,42%)

## Oktatás
A Bihácsi Egyetem 1998-ban nyitotta meg kapuit. Összesen hét kara van (biotechnikai, jogi, technikai, pedagógiai, közgazdasági, egészségügyi főiskolai és iszlám pedagógiai akadémia).

## Sport
Bihács labdarúgóklubja az NK Jedinstvo („Egység”). A város mindenkori legsikeresebb sportegyesülete az OK Bihać röplabdaklub, amely OK Krajinametal néven a volt Jugoszlávia első osztályában játszott.

## Fordítás
- Ez a szócikk részben vagy egészben  a   Bihać című bosnyák Wikipédia-szócikk ezen változatának fordításán alapul.  Az eredeti cikk szerkesztőit annak laptörténete sorolja fel. Ez a jelzés csupán a megfogalmazás eredetét és a szerzői jogokat jelzi, nem szolgál a cikkben szereplő információk forrásmegjelöléseként.
- Ez a szócikk részben vagy egészben  a   Bihać című angol Wikipédia-szócikk ezen változatának fordításán alapul.  Az eredeti cikk szerkesztőit annak laptörténete sorolja fel. Ez a jelzés csupán a megfogalmazás eredetét és a szerzői jogokat jelzi, nem szolgál a cikkben szereplő információk forrásmegjelöléseként.